# استفان موتر
استفان موتر (انگلیسی: Stefan Mutter؛ زادهٔ ۳ اکتبر ۱۹۵۶) دوچرخه‌سوار اهل سوئیس است.
از باشگاه‌هایی که در آن بازی کرده‌است می‌توان به تی‌آی-رالی اشاره کرد.
وی در مسابقات کشوری و بین‌المللی در مجموع برندهٔ ۱ مدال برنز شده‌است.